# Jacob Poulsen
Jacob Poulsen (død 13. maj 1350) var biskop for Roskilde Stift.
Han nævnes siden 1335 som dekan i Roskilde og fører adeligt våbenskjold (et svin). Han oplevede således de urolige år under den kongeløse tid og Valdemar Atterdags møjsommelige kampe for at vinde magten på Sjælland. Også personligt kom han til at føle retsløsheden i landet; i 1343 blev han sammen med Biskop Svend af Aarhus taget til fange af Holstenerne og ført til Paddeborg (nu Sparresholm), hvorfor der blev lyst interdikt over stiftet.
I begyndelsen af det næste år blev han dog frigivet, og da embedet som biskop i Roskilde samtidig blev ledigt, valgtes Jacob Poulsen, der jo også som dekan stod bispen nærmest i rang, til at beklæde den. Om hans virke vides intet af interesse, og han døde allerede 1350, vistnok i Stralsund, hvor han 13. maj udstedte sit testamente. I dette skænker han rige gaver til alle, hvem han var kommet i forbindelse med, lige fra sin kok og skrædder op til kongen, Dronning Helvig og drosten Claus Limbek, som han efterlod sin snekke.